# Walckenaeria tanzaniensis
Walckenaeria tanzaniensis este o specie de păianjeni din genul Walckenaeria, familia Linyphiidae, descrisă de Rudy Jocqué și Scharff, 1986.
Este endemică în Tanzania. Conform Catalogue of Life specia Walckenaeria tanzaniensis nu are subspecii cunoscute.